# Marina Litvinchuk
Marina Viktorovna Litvinchuk, nascida Pautaran (em bielorrusso:  Марина Викторовна Літвінчук (Полторан); Gomel, 12 de março de 1988) é uma canoísta de velocidade bielorrussa.

## Carreira
Foi vencedora da medalha de bronze no K-4 500 m em Londres 2012, junto com as suas colegas de equipa Irina Pomelova, Nadezhda Popok, Olga Khudenko.